# (464388) 2016 BQ2
(464388) 2016 BQ2 es un asteroide perteneciente al cinturón de asteroides, descubierto el 7 de abril de 2013 por el equipo Spacewatch desde el Observatorio Nacional de Kitt Peak (Arizona, Estados Unidos).